# Nannobrachium lineatum
Nannobrachium lineatum és una espècie de peix de la família dels mictòfids i de l'ordre dels mictofiformes.

## Morfologia
- Els mascles poden assolir 23,7 cm de longitud total.
- Nombre de vèrtebres: 37-44.[4][5]

## Hàbitat
És un peix marí i d'aigües profundes que viu entre 60-1.150m de fondària.

## Distribució geogràfica
Es troba a les aigües tropicals i subtropicals de l'Atlàntic, l'Índic i el Pacífic.